# Nathan Lee Graham
Nathan Lee Graham (nacido el 9 de septiembre de 1968) es un actor y cantante estadounidense. Ha sido el creador de más de 17 papeles en el teatro y la pantalla. Es más conocido por las películas Zoolander, Zoolander 2, Sweet Home Alabama y Hitch. Actualmente interpreta a Hermes en la gira norteamericana del exitoso musical Hadestown.
En la pantalla chica, se le ha visto en The Comeback, Scrubs, Absolutamente fabulosas, Law & Order: Special Victims Unit, Broad City, y como Bernard en la comedia de Fox L.A. to Vegas. También apareció como François en el spin-off de CW Riverdale Katy Keene y como Draque Noir en la serie Woke de Hulu. Graham fue visto como Clive DeWitt en el largometraje Theater Camp de 2023.
Sus apariciones en el teatro incluyen los elencos originales de Broadway de The Wild Party, nominada a los premios Tony y Grammy, y en el elenco original de Broadway de Priscilla, reina del desierto nominada a los premios Tony. Graham recibió una nominación al premio Lucille Lortel 2017 como actor destacado en un musical por The View UpStairs. En 2016 recibió el Premio IRNE al Mejor Actor de Reparto en una Obra de Teatro por The Coloured Museum. Graham también recibió una nominación al Premio Drama League por el papel de Rey-Rey en la producción Off-Broadway de Wig Out de Tarell Alvin McCraney. Graham también ganó un premio del Círculo de Críticos de Drama de Los Ángeles al Mejor Artista Destacado en un Musical por el estreno en Los Ángeles de The Wild Party en 2005. En 2005, ganó un premio Grammy al Mejor Álbum Clásico por Canciones de Inocencia y de Experiencia como solista.
Nathan Lee Graham se graduó de la Universidad Webster en St. Louis, MO. Graham ganó el Premio José Esteban Muñoz de CLAGS: The Center for LGBTQ Studies en el Centro de Postgrado de CUNY en 2017, reconociendo su activismo promoviendo estudios queer fuera de la academia.

## Filmografía

### Películas
| Año  | Título                        | Papel                   | Notas        |
| ---- | ----------------------------- | ----------------------- | ------------ |
| 2001 | Zoolander                     | Todd                    |              |
| 2002 | Sweet Home Alabama            | Frederick Montana       |              |
| 2005 | Hitch                         | Geoff                   |              |
| 2005 | Confessions of an Action Star | Glen Jefferies          |              |
| 2009 | Friends of Dorothy            | Maurice                 | Cortometraje |
| 2011 | Trophy Kids                   | Barcelona               |              |
| 2011 | Bad Actress                   | Cassandra / Dave Gilner |              |
| 2012 | Migraine                      | Carl                    | Cortometraje |
| 2016 | Zoolander 2                   | Todd                    |              |
| 2023 | Theater Camp                  | Clive DeWitt            |              |

### Televisión
| Año       | Título                            | Papel                  | Notas                                    |
| --------- | --------------------------------- | ---------------------- | ---------------------------------------- |
| 2002      | Absolutely Fabulous               | Assistant at 'GUFF'    | Episodio: "Gay"                          |
| 2004      | Quintuplets                       | Marcello               | Episodio: "Bob and Carol Save Christmas" |
| 2005      | The Comeback                      | Peter                  | 6 episodios                              |
| 2006      | Scrubs                            | Eric / Devin           | Episodio: "My Cabbage"                   |
| 2008      | The More Things Change...         | Manny                  | Película de televisión                   |
| 2010–2013 | Law & Order: Special Victims Unit | Gallery Owner / A.D.A. | 2 episodios                              |
| 2015      | Hug-O-Gram                        | Mark Rhyne             | 6 episodios                              |
| 2015      | Connection Unavailable            | Michael C. Overton     | Episodio: "Big-Deal Kind of People"      |
| 2018      | L.A. to Vegas                     | Bernard                | 15 episodios                             |
| 2019      | Indoor Boys                       | Edwin                  | Episodio: "Book Club"                    |
| 2019      | Broad City                        | Unnamed role           | Episodio: "Shenanigans"                  |
| 2020      | Katy Keene                        | François               | 10 episodios                             |
| 2020–2022 | Woke                              | Darque Noir            | 2 episodios                              |